# Caronte

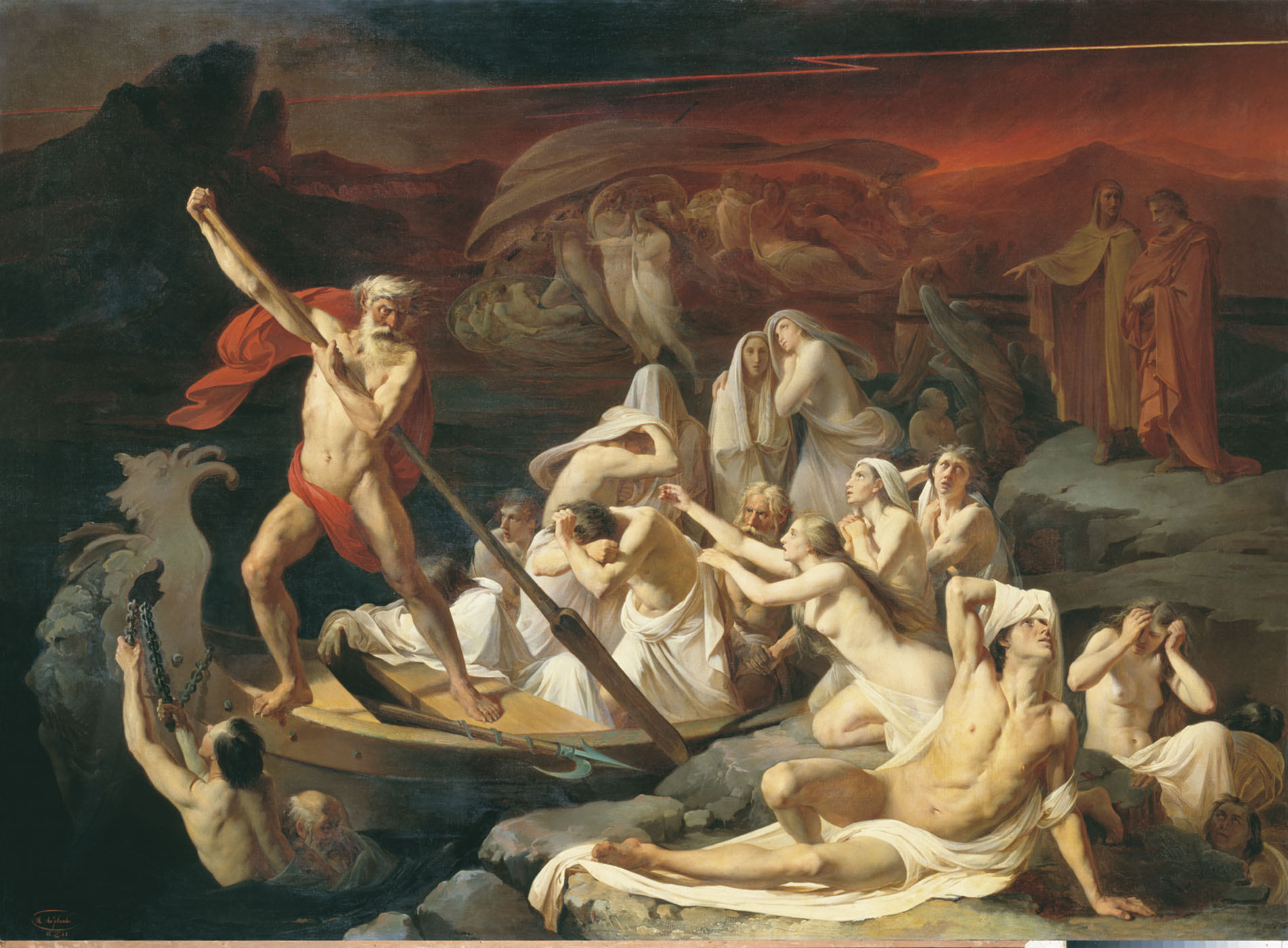
Interpretação do século XIX da travessia de Caronte, por Alexander Litovchenko.

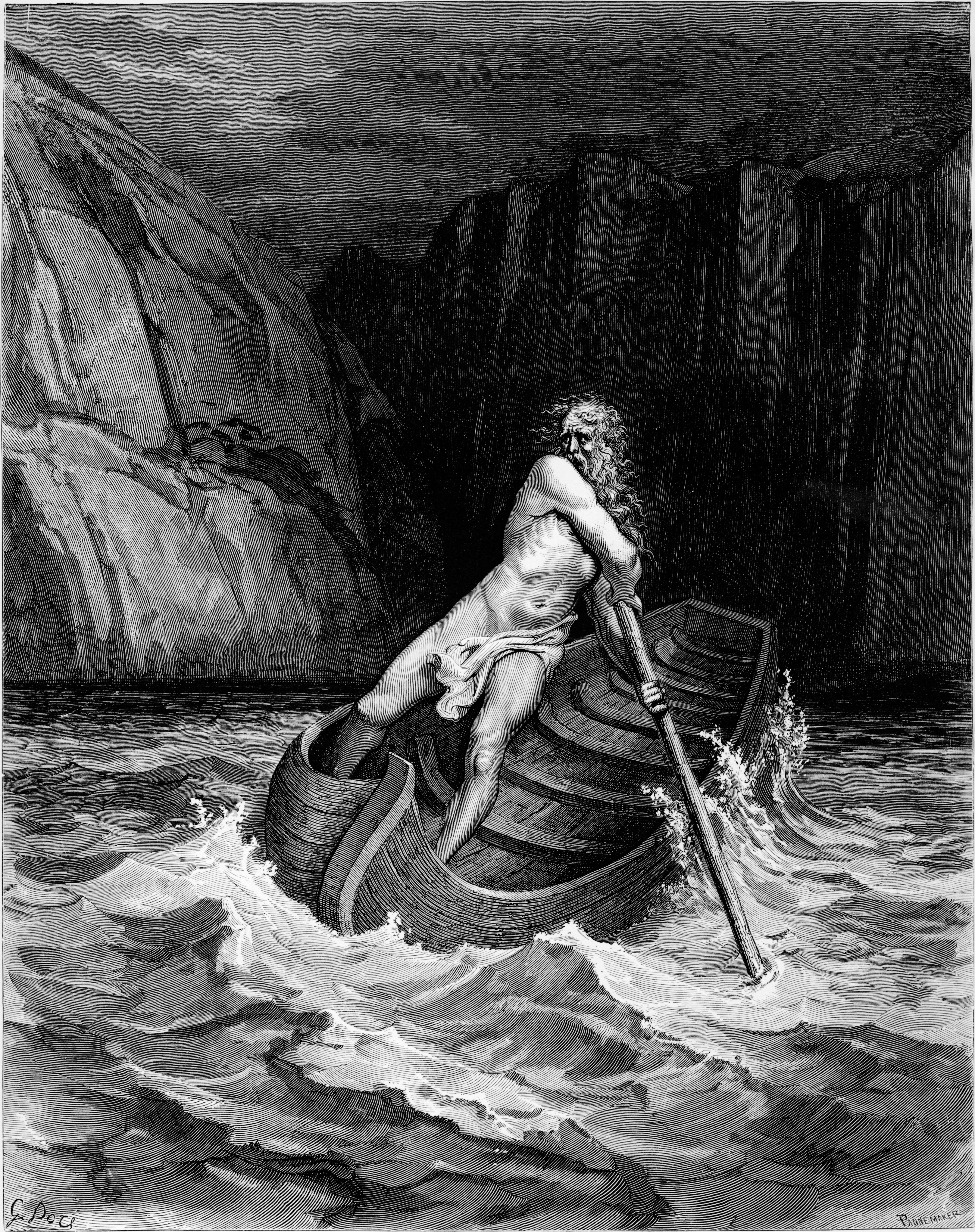
Caronte ilustrado por Gustave Doré, para a Divina Comédia.

Na mitologia grega, Caronte (em grego:  Χάρων, transl.: Chárōn) é o barqueiro de Hades, que carrega as almas dos recém-mortos sobre as águas do rio Estige e Aqueronte, que dividiam o mundo dos vivos do mundo dos mortos. Uma moeda para pagá-lo pelo trajeto, geralmente um óbolo ou dânaca, era por vezes colocado dentro ou sobre a boca dos cadáveres, de acordo com a tradição funerária da Grécia Antiga. Segundo alguns autores, aqueles que não tinham condições de pagar a quantia, ou aqueles cujos corpos não haviam sido enterrados, tinham de vagar pelas margens por cem anos.
Caronte era filho de Nix (a Noite) e Érebo (a Escuridão). Era também irmão de Hipnos (o Sono) e Tânatos (a Morte).
No mitema da catábase, ou descida ao mundo dos mortos, alguns heróis — como Héracles, Orfeu, Enéas, Dioniso e Psiquê — conseguem viajar até o mundo inferior e retornar ainda vivos, trazidos pela barca de Caronte.